# Викиучебник
Викиуче́бник (англ. Wikibooks) — братский проект Википедии для коллективного написания учебной литературы, работающий по технологии «вики» на принципах свободы информации: каждый может создать и изменить любую страницу любого учебника, и каждый может бесплатно читать, копировать, издавать и изменять его содержимое.
«Викиучебником» со строчной буквы также называют набор страниц на данном сайте, посвящённых одному предмету (так, викиучебник — учебник, написанный в среде вики).
По оценкам Compete.com, за сентябрь 2015 года сайт Wikibooks.org набрал 2 102 708 уникальных посетителей.

## История
После рождения и расцвета Википедии сообщество её участников решило создать аналогичный сайт для написания учебников. Сайт Викиучебник был создан фондом «Викимедиа» 19 июля 2003 года. Среди языковых разделов Викиучебника, подобно Википедии, по количеству учебных материалов лидирует английский.

### Русский Викиучебник
Русский раздел Викиучебника возник в августе 2004 года. В феврале — марте 2006 года в нём разместили онлайн-версию образовательного журнала «Потенциал».
Русскоязычный раздел продолжает развиваться. Исправляются и дополняются существующие учебники, пишутся новые. Но в целом русскоязычный раздел Викиучебника весьма малочисленный по сравнению с Википедией.

## Викиучебник и Викиверситет
Существует еще один проект напоминающий Викиучебник, но созданный с другими целями — Викиверситет.
Викиучебник это место для создания и дальнейшего хранения учебников, а Викиверситет это место где происходит непосредственно обучение или подготовка к нему: разрабатываются планы урока (с использованием учебников из Викиучебника), примечания к лекциям, создаются флеш-карты памяти, упражнения прослушивания и публикуются образовательное видео.
Изначально Викиверситет возник и существовал как часть Викиучебника. В 2005 году этот раздел был выставлен на удаление. Но вместо удаления решением одного из Комитетов Фонда Викимедия на основе него создали ещё один самостоятельный проект. В котором должны применяться в учебных целях материалы таких проектов как Википедия, Викисклад, Викиучебник и прочих.